# Daniele Tenca
Daniele Tenca (Milano, 19 luglio 1971) è un cantautore italiano.

## Biografia
Milanese di origine e cresciuto con il mito di Bruce Springsteen che ha omaggiato con la cover band da lui guidata, i Badlands, ha esordito da solista nel 2007 con Guarda il sole (Ultratempo) dove alterna brani ritmati e ballad ispirate alla tradizione dei rocker americani. Anticipato dal singolo He's Working for ANMIL del 2009 ha pubblicato l'anno seguente il secondo album Blues for the Working Class. Con le liriche in inglese è un concept album dalla forte matrice blues imperniato sulle problematiche del lavoro e dove hanno collaborato anche Cesare Basile, Marino Severini e Andy J. Forest. L'album viene seguito da un tour italiano durante il quale registra i brani editi nell'album dal vivo del 2011, Live for the Working Class.
Nel 2013 è uscito il suo terzo album in studio, Wake Up Nation per la Route 61, dove anche in questo album il blues è l'ispirazione più importante. Nelle registrazioni è stato accompagnato dalla Working Class Band (Leo Ghiringhelli, Pablo Leoni, Luca Tonani, Heggy Vezzano) e vi hanno partecipato alcuni tra i principali interpreti blues italiani come Maurizio Gnola, Paolo Bonfanti, Andy J. Forest, Riccardo Maccabruni.
Nel 2016 ha pubblicato il quarto album in studio, Love Is the Only Law, composto da otto tracce, edito sempre per Route 61 prodotto da Guy Davis e Antonio Cupertino

## Discografia

### Album
- 2007 - Guarda il sole (Ultratempo)
- 2010 - Blues for the Working Class  (Ultratempo/Family Affair)
- 2011 - Live for the Working Class
- 2013 - Wake Up Nation (Route 61)
- 2016 - Love Is the Only Law (Route 61)

### EP
- 2006 - Non funziona